# Maja Polić
Maja Polić (Rijeka, 2. lipnja 1978.), hrvatska povjesničarka. Znanstvena je suradnica Zavoda za povijesne i društvene znanosti HAZU u Rijeci.

## Životopis
Rođena je u Rijeci 2. lipnja 1978. Maturirala je 1997. u Prvoj sušačkoj hrvatskoj gimnaziji u Rijeci (opći smjer). Akademske godine 1998./99. upisala je novopokrenute studije filozofije i povijesti na Filozofskome fakultetu Sveučilišta u Rijeci. Diplomirala je 22. travnja 2004. godine s temom iz razdoblja 19. st. kojim se i danas bavi: Mađaronski izgredi u Rijeci i bakarskome zaleđu uoči Hrvatsko-ugarske nagodbe 1868. godine. Ujedno je i prva diplomantica Odsjeka za povijest. Doktorirala je 19. srpnja 2011. pri Odsjeku za povijest Filozofskoga fakulteta Sveučilišta u Zagrebu obranom doktorskoga rada Hrvatski čitaonički pokret u Kvarnerskom primorju i Liburnijskoj Istri u 19. i na početku 20. stoljeća (mentor: akademik Petar Strčić). Područje njena znanstvenoga interesa je povijest Zapadne Hrvatske u 19. i prvoj polovici 20. stoljeća (Istra, Kvarnersko primorje, Gorski kotar).
Od akademske god. 2007./08. do 2009/10. držala je seminar na kolegiju Povijesti pri Učiteljskome fakultetu u Rijeci te 2007/08. na njegovu Odsjeku za Učiteljski studij u Gospiću. Godine 2009/10. držala je seminar na izbornome kolegiju Rijeka i Kvarnersko primorje u XIX. i XX. stoljeću pri Odsjeku za povijest Filozofskoga fakulteta Sveučilišta u Rijeci, 2010/11. predavanja iz kolegija Hrvatska od Napoleona do 1918. godine, od 2010/11. do danas predavanja izbornoga kolegija Nacionalizmi na istočnojadranskoj obali (XIX. i XX. stoljeće), kojega je sama predložila. Mentorica je studentima na preddiplomskom i dodiplomskom studiju te članica komisije za obranu diplomskih radova. Sudjelovala je u radu dvaju znanstvenoistraživačkih projekata koje je financiralo Ministarstvo znanosti, obrazovanja i športa Republike Hrvatske: Akademijin – Povijest Zapadne Hrvatske (Istra, Kvarnersko primorje, Gorski kotar, Lika), voditelja akademika Petra Strčića i u projekt Istra i Rijeka: Prijelazno razdoblje sjedinjenja s Hrvatskom (1943. – 1954.), voditelja prof. dr. sc. Darka Dukovskoga s Filozofskoga fakulteta Sveučilišta u Rijeci; te u dva bilateralna hrvatsko-slovenska znanstvena projekta (u okviru znanstveno-tehnološke suradnje između republika Hrvatske i Slovenije): Povijest demografskih i etničnih pitanja u Istri i Kvarneru i Zajednička prošlost za zajedničku budućnost Akademijina Zavoda u Rijeci i Znanstveno-raziskovalnoga središča Univerze na Primorskem iz Kopra (Slovenija), (u hrvatskome dijelu voditelj akademik Petar Strčić, u slovenskome prof. dr. sc. Darko Darovec).

### Djelovanje u udrugama
Predsjednica je i jedna od osnivačica Rodoslovnoga društva «Bartol Zmajić» u Rijeci i Izdavačkoga odbora Katedre Čakavskoga sabora «Bakarskoga kraja» Škrljevo (Bakar) te članica njezina Upravnoga odbora. Tajnica je Povijesnoga društva Rijeka i njegova časopisa Rijeke. Članica je uredništava Bakarskoga zbornika i Krčkoga zbornika. Jedna je od osnivačica Udruge Mavrica Srdoči (Rijeka). Članica je uredničkoga kolegija Časopisa za povijest Zapadne Hrvatske.